# Nāḩiyat Markaz al Quşayr
Nāḩiyat Markaz al Quşayr (arabiska: ناحية مركز القصير) är ett subdistrikt i Syrien.   Det ligger i provinsen Homs, i den centrala delen av landet, 120 km norr om huvudstaden Damaskus.
Trakten runt Nāḩiyat Markaz al Quşayr består till största delen av jordbruksmark. Runt Nāḩiyat Markaz al Quşayr är det glesbefolkat, med 14 invånare per kvadratkilometer.